# Rensselaer Polytechnic Institute

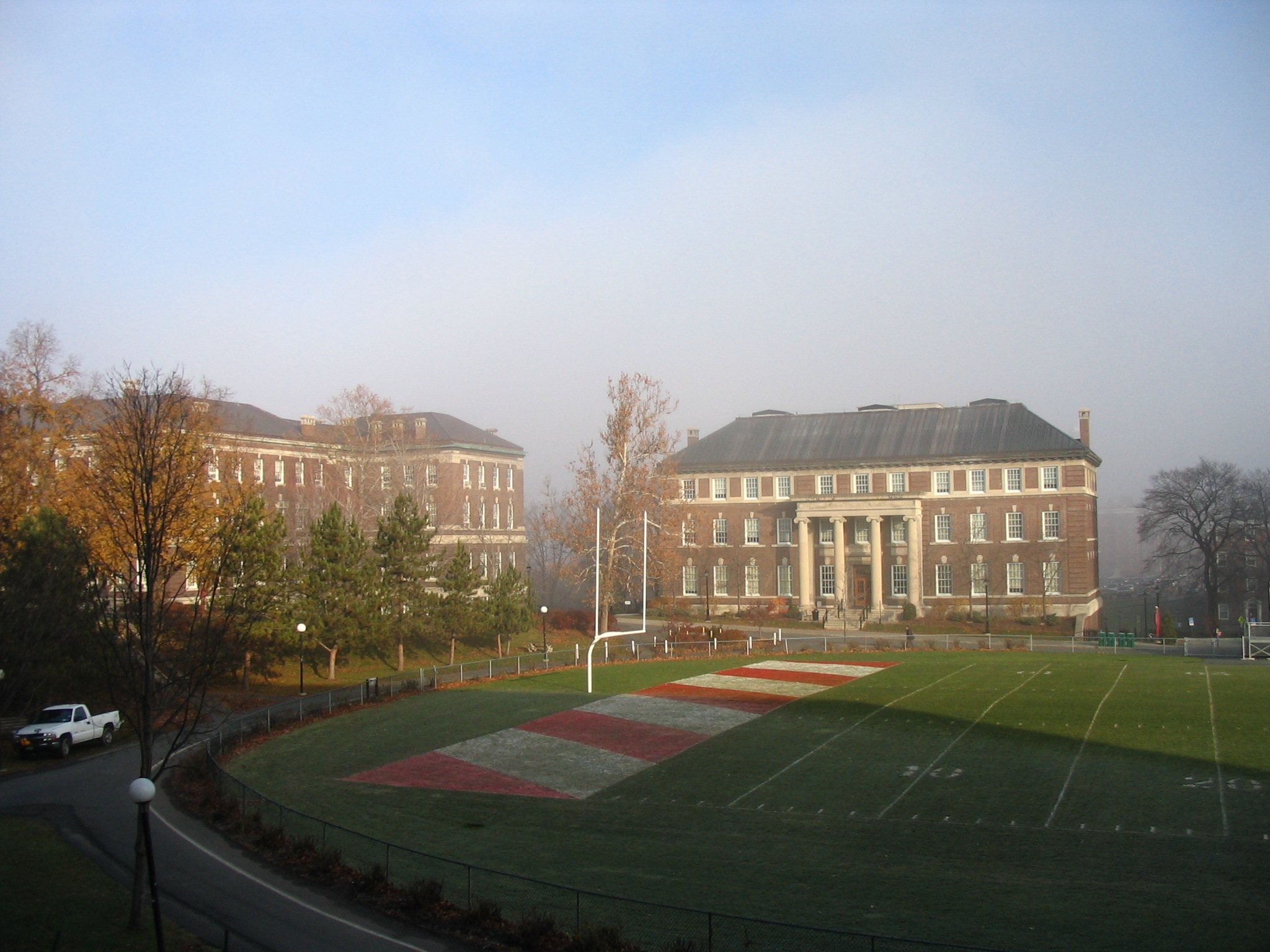
Campus van Rensselaer Polytechnic Institute

Rensselaer Polytechnic Institute, ofwel RPI, is een particuliere technische universiteit gevestigd in Troy in de staat New York in de Verenigde Staten. 
RPI werd in 1824 gesticht door Stephen Van Rensselaer, een nazaat van een Nederlandse familie die zich in de 17e eeuw in de buurt van het toenmalige Fort Oranje vestigde, nabij de huidige stad Albany (New York). Het doel van de universiteit was het bestuderen van "toepassing van de wetenschap voor de algemene doelen van het leven" (for the application of science to the common purposes of life), en is daarmee de oudste technische universiteit in de Engelssprekende wereld. De campus van RPI is gebouwd op een heuvel, vanwaar men neerkijkt op de historische stad Troy en de rivier de Hudson. Op de campus bevindt zich een mengeling van oude en nieuwe bouwstijlen.
De universiteit is bekend door het effectief overbrengen van technologie van researchlaboratoria naar de commerciële markt. Het maakt daarvoor gebruik van een nabij de campus gelegen incubator-zakencentrum, het Rensselaer Technology Park.
De missie van RPI heeft zich over de jaren langzaam ontwikkeld, trouw blijvend aan zijn wetenschappelijke en technologische grondslagen. Gedurende de laatste eeuw is RPI uitgegroeid tot een universiteit met 5 afdelingen:
- School of Architecture
- School of Engineering
- School of Humanities, Arts, and Social Sciences
- School of Science
- Lally School of Management & Technology

Gezamenlijk bieden de afdelingen ongeveer 140 programma's in ongeveer 60 afstudeerrichtingen, die leiden tot bachelor-diploma's, masters-diploma's en doctoraten. 
RPI staat bijna ieder jaar op de lijst van de 50 belangrijkste Amerikaanse universiteiten, en op de lijst van de 50 belangrijkste technische universiteiten in de wereld.